# 委內瑞拉寶麗魚
委內瑞拉寶麗魚，為輻鰭魚綱鱸形目隆頭魚亞目慈鯛科的其中一種，分布於南美洲委內瑞拉Caroní河流域，體長可達10.2公分，棲息在中底層水域，生活習性不明。